# سپر انسانی

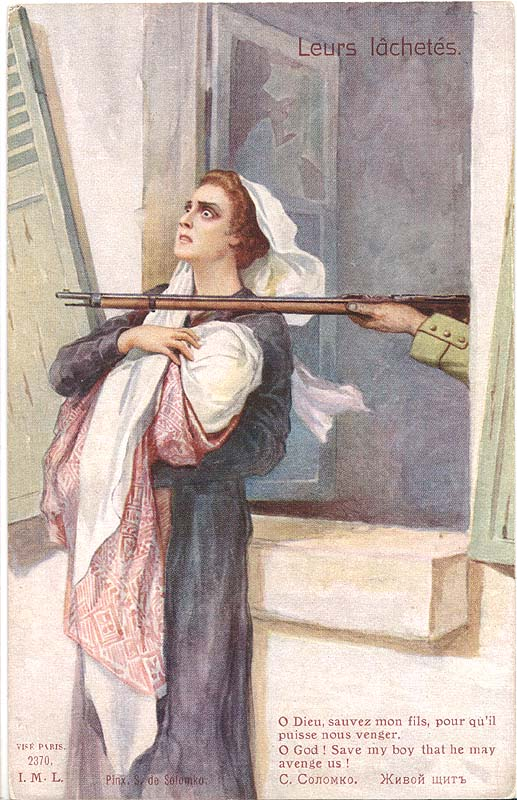
کارت پستال سپر انسانی جنگ اثر سرگئی سولومکو

سپر انسانی (Human Shield)اصطلاحی در حقوق جنایی بین‌المللی است که اشاره دارد به یک روش جنگی در بکار بردن شهروندان خودی یا غیرخودی برای حفاظت از مکان‌ها یا نیروهای نظامی در مقابل تهاجم نیروهای دشمن. این اقدام در طول تاریخ بشر در مخاصمات مسلحانه وجود داشته و به همین دلیل در طول زمان به‌عنوان یک اقدام غیرانسانی، وفق قواعد عرف بین‌الملل ممنوع شده.
به‌صورت قاعده مند و برای اولین بار، سپر انسانی در سال ۱۸۶۳ تحت ماده ۴۳ قواعد لیبر (Lieber Code)وارد ادبیات حقوق بین‌الملل شد. در ادامه در ۱۹۴۹ و تحت ماده ۲۳ کنوانسیون سوم ژنو نیز به این مسئله پرداخته شد و سپر انسانی را از جمله مصادیق جنایت جنگی برشمرد. دیوان بین‌المللی کیفری (ICC)نیز در اساسنامه خود یا همان اساسنامه رم در سال ۱۹۹۸ روش جنگی سپر انسانی را یک جنایت جنگی تعریف نمود و بکار بستن آن از سوی دولت‌ها را مستوجب مسوولیت و پیگرد قضایی تعیین کرد. از جمله کاربران این روش جنگی در جنگ‌های عصر مدرن می‌توان به طرف‌های متعدد درگیر در جنگ سوریه اشاره نمود.

## قرن بیستم

### درگیری عراق و کردها
در سال ۱۹۶۳، یک واحد تانک بعثی در کرکوک حمله خود به حومه کردستان را با سپر انسانی از زنان و کودکان کرد پوشش داد.

### جنگ داخلی لبنان
در اوت ۱۹۷۶، در محاصره تل‌الزعتر، شبه‌نظامیان مسیحی لبنان ادعا کردند که فلسطینیان در تل‌الزعتر از خانواده‌های لبنانی داخل اردوگاه به عنوان سپر انسانی استفاده می‌کنند.

### جنگ لبنان ۱۹۸۲
بر اساس تصویری در سال ۱۹۸۲ نیوزویک، سربازان اسرائیلی توسط جنگجویان ساف که در لباس بیماران بیمارستان بودند مورد حمله قرار گرفتند.

### عراق در زمان صدام حسین
صدام حسین به‌طور سیستماتیک از سپر انسانی در عراق استفاده کرد. طبق گزارش سیا، او حداقل از سال ۱۹۸۸ از این تاکتیک‌ها استفاده کرده‌است.

### القاعده
پس از بمب‌گذاری سفارت ایالات متحده در سال ۱۹۹۸، اسامه بن لادن تأکید کرد که حتی اگر از فرزندانش به عنوان سپر انسانی استفاده می‌شدند، او این حملات را انجام می‌داد.

## قرن بیست و یکم

### جنگ در افغانستان
بر اساس گزارش‌های مختلف، از جمله سفیر آمریکا در سازمان ملل، طالبان در سال‌های ۲۰۰۶، ۲۰۰۷، ۴۱ و ۲۰۰۸ از زنان و کودکان ساکنان افغانستان به عنوان سپر انسانی در برابر نیروهای ائتلاف استفاده کردند.

### ایران

#### پرواز ۷۵۲
پس از سرنگونی پرواز شماره ۷۵۲ هواپیمایی بین‌المللی اوکراین توسط ایران در ژانویه ۲۰۲۰، ایران و سپاه پاسداران انقلاب اسلامی متهم شدند که از هواپیماهای مسافربری و مسافران و خدمه آنها به عنوان سپر انسانی استفاده کرده‌اند.
بر اساس گزارش روزنامه نیویورک تایمز: «آنها همچنین امیدوار بودند که حضور هواپیماهای مسافربری بتواند به عنوان مانعی در برابر حمله آمریکا به فرودگاه یا پایگاه نظامی نزدیک عمل کند و در واقع افراد سوار بر هواپیما را به سپرهای انسانی تبدیل کند.» وزیر حمل و نقل کانادا، مارک گارنو همچنین سؤال کرد چرا ایران اجازه داد هواپیماهای غیرنظامی در فضای هوایی خود حضور داشته باشند و اضافه کرد که ایران قصد داشته‌است هواپیماهای غیرنظامی را به عنوان سپر انسانی استفاده کند.

### ونزوئلا
در اوت ۲۰۱۷، نیکلاس مادورو، رئیس‌جمهور ونزوئلا متهم شد که به غیرنظامیان برای «سپر انسانی» در برابر ایالات متحده روی آورده‌است. فردی گوارا، معاون مخالف، اقدامات اضافه کردن پرسنل غیرنظامی و ذخیره برای انجام تمرینات نظامی و مقابله با حمله احتمالی ایالات متحده را بزدلانه توصیف کرد.
در آوریل ۲۰۲۰ گزارش شد که نیکلاس مادورو صدها تن از اعضای مخالف را زندانی کرده‌است تا از آنها به عنوان سپر انسانی در تهاجم احتمالی ایالات متحده استفاده کند.

### حوثی‌ها در یمن
طبق گزارش سازمان ملل در آن زمان، حوثی‌ها حداقل از سال ۲۰۱۶ در جنگ خود در یمن از سپر انسانی استفاده می‌کنند.
در سال ۲۰۱۸، حوثی‌ها توسط دولت یمن به استفاده از سپر انسانی متهم شدند عفو بین‌الملل هشدار داد که حوثی‌ها در حال «نظامی‌سازی» بیمارستان‌ها هستند.
در سپتامبر ۲۰۱۹، رسانه‌های امارات متحده عربی گزارش دادند که شورشیان حوثی از رسیدن مواد غذایی به غیرنظامیان که به عنوان سپر انسانی استفاده می‌شدند جلوگیری کردند.

### جنگ ۲۰۲۳ اسرائیل و حماس
گزارش شده‌است که حماس شبکه زیرزمینی نظامی خود را در زیر یا نزدیک زیرساخت‌های غیرنظامی مانند بیمارستان‌ها، ساختمان‌های مسکونی و غیره قرار داده‌است؛ بنابراین از ساکنان آنجا به عنوان سپر انسانی در برابر حملات هوایی اسرائیل استفاده می‌شود. استفاده از سپر انسانی توسط حماس توسط ایالات متحده محکوم شد. در ۲۷ اکتبر، اسرائیل گفت که پایگاه اصلی عملیات حماس در شهر غزه زیر بیمارستان شفا در شهر غزه است. در ۱۳ نوامبر، ۲۷ کشور اتحادیه اروپا به‌طور مشترک حماس را به دلیل استفاده از بیمارستان‌ها و غیرنظامیان به عنوان سپر انسانی محکوم کردند.

#### استفاده توسط اسرائیل
به گفته B'tselem، ارتش اسرائیل بارها از فلسطینی‌ها به عنوان سپر انسانی استفاده می‌کرد. این رویه در طول انتفاضه دوم به سیاست نظامی تبدیل شد و تنها زمانی کنار گذاشته شد که عداله این رویه را در دادگاه عالی دادگستری اسرائیل در سال ۲۰۰۲ به چالش کشید. اگرچه ارتش اسرائیل بر استفاده از فلسطینی‌ها در «رویه همسایگی» خود اصرار داشت، به طوری که افراد به‌طور تصادفی انتخاب می‌شدند. به خانه‌های مظنونان نزدیک شده و آنها را متقاعد به تسلیم می‌کند، عملی که مسلماً جان مظنونان را به خطر می‌اندازد. دادگاه در اکتبر ۲۰۰۵ حکم داد "هر گونه استفاده از غیرنظامیان فلسطینی در جریان اقدامات نظامی، از جمله "رویه هشدار قبلی" ممنوع است. بر اساس گزارش B'tselem، گزارش‌ها نشان می‌دهد که با این وجود، این رویه در عملیات‌های نظامی مانند جنگ غزه (۲۰۰۸–۲۰۰۹) و عملیات تیغهٔ حفاظتی ادامه یافته‌است و «عمده ای از این گزارش‌ها هرگز بررسی نشدند و آنهایی که بررسی شدند نتیجه ای در برنداشتند.» نوه گوردون و نیکولا پروژینی، در مطالعه خود دربارهٔ این پدیده، توجه دارند که شهروندان اسرائیلی در مناطق پرجمعیت مانند تل اویو هرگز هنگامی که حماس موشک‌ها را به سمت فرماندهی دفاعی اسرائیل واقع در مرکز آن شهر می‌فرستد، به عنوان سپر انسانی نام برده نمی‌شوند، در حالی که فلسطینی‌ها در غزه وقتی اسرائیل موشک‌ها یا بمب‌هایی را به شهرهای با جمعیت زیاد مانند غزه می‌فرستد، به عنوان سپر انسانی نمایش داده می‌شوند.
خبرگزاری آسوشیتدپرس به‌نقل از چند تن از بازداشت‌شدگان فلسطینی و همچنین تعدادی از نظامیان اسرائیلی اعلام کرد که نیروهای دفاعی اسرائیل، فلسطینی‌ها را به‌شکل سیستماتیک مجبور می‌کنند که در غزه به‌عنوان سپر انسانی عمل کنند. یکی از بازداشت‌شدگان سابق فلسطینی‌ به آسوشیتدپرس گفت اسرائیلی‌ها دائماً به آنها چشم‌بند و دستبند می‌زدند و آنها تنها زمانی دستبند یا چشم‌بند نداشتند که قرار بود توسط نیروهای اسرائیلی به‌عنوان سپر انسانی مورد استفاده قرار بگیرند. وی تصریح می‌کند که مجبور بوده است با دوربینی که به پیشانی‌اش وصل شده بود وارد خانه‌های غزه شود تا نیروهای اسرائیلی اطمینان حاصل کنند که در این خانه‌ها مواد منفجره یا نیروهای حماس نیستند. این گروگان فلسطینی افزود که او را مجبور می‌کردند این کار را انجام دهد و تهدید می‌کردند که او را می‌کشند. یک افسر ارشد اسرائیلی که هویت او فاش نشده است، گفت: «دستورها برای استفاده از فلسطینی‌ها به‌عنوان سپر انسانی، اغلب از بالا می‌آمد و هر گروهی، از یک فلسطینی برای پاک‌سازی مواضع استفاده می‌کرد.»
به‌دنبال این افشاگری‌ها، گروه‌های حقوقی زنگ خطر را به صدا درآوردند و تأکید کردند که استفاده از غیرنظامیان فلسطینی به‌عنوان سپر انسانی تبدیل به یک رویه معمول در ارتش اسرائیل شده است که به‌شکلی فزاینده در جنگ مورد استفاده قرار می‌گیرد. ناداو وایمن، مدیر اجرایی مؤسسه حقوقی شکستن سکوت اعلام کرد که چنین گزارش‌هایی به یک شکست سیستماتیک و فروپاشی اخلاقی وحشتناک در ارتش اسرائیل اشاره دارد.